# Argyrodes fissifrons
Argyrodes fissifrons är en spindelart som beskrevs av O. Pickard-Cambridge 1869. Argyrodes fissifrons ingår i släktet Argyrodes och familjen klotspindlar. Utöver nominatformen finns också underarten A. f. terressae.